# Lagos de Moreno
För andra betydelser, se Lagos de Moreno (olika betydelser).

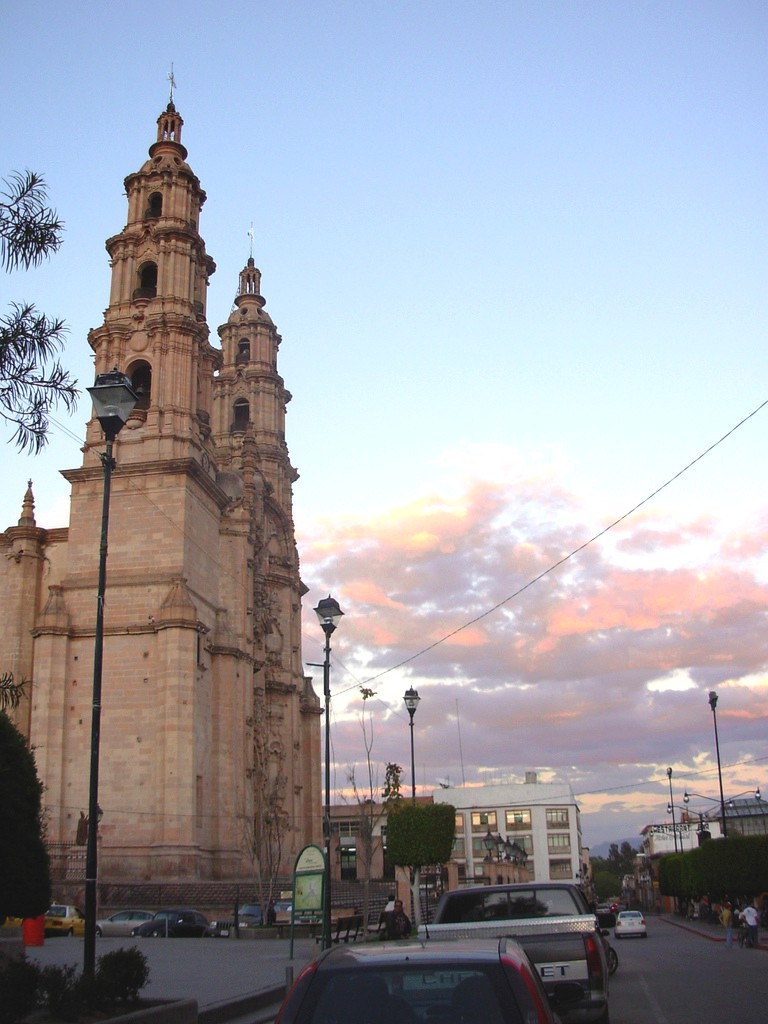
Kyrka i Lagos de Moreno

Lagos de Moreno är en stad i centrala Mexiko och är belägen i den nordöstra delen av delstaten Jalisco. Staden har 93 970 invånare (2007), med totalt 142 151 invånare (2007) i hela kommunen på en yta av 2 849 km². Staden grundades 31 mars 1563 under namnet Villa de Santa Maria de los Lagos, vilket senare ändrades till Lagos de Moreno. 